# Parc Ferland
Le Parc Ferland ou Parc-Ferland (officiellement, secteur Ferland) est un parc de maisons mobiles à Sept-Îles, au Québec (Canada).
Comptant près de 1 300 unités, le parc de maisons mobiles le plus populeux au Canada voit le jour dans un contexte de boom économique et de crise du logement persistante sur la Côte-Nord, dont l'activité industrielle est propulsée par l'extraction du fer et sa transformation.

## Géographie
Le Parc Ferland est situé au nord-ouest du centre-ville de Sept-Îles, entre la baie des Sept Îles et la route 138. Il est implanté sur un terrain qui est la propriété de la ville de Sept-Îles.
Autrefois considéré comme « le plus grand parc de maisons mobiles au Canada », voire en Amérique du Nord, la Ville de Sept-Îles revendique le titre de parc de maisons mobiles le plus populeux au Canada pour son secteur Ferland. Ce dernier compte environ 1250 maisons mobiles et une population d'environ 2600 habitants.
Une recherche menée par différents intervenants communautaires en 2000 révèle un important problème de drogue chez les jeunes dans le secteur isolé du centre-ville et de ses activités communautaires.
Une étude menée par le ministère de l'Environnement en 2014-2015 en réponse aux inquiétudes exprimées par différents comités a montré que la qualité de l'air du secteur est généralement bonne. Selon le ministère, « aucun dépassement des normes et critères de la qualité de l’atmosphère n’a été observé lors de la campagne d’échantillonnage », bien que l'impact du chauffage au bois soit notable.

## Histoire

### Boom économique et crise du logement
Au début des années 1960, le développement de l'industrie  ferrifère sur la Côte-Nord, la ville de Sept-Îles connaît un boom économique. Les emplois nombreux attirent la main d'œuvre de partout au Québec, exerçant une pression sur la demande en logement. Dès 1964, le ministre des Affaires municipales Pierre Laporte préconise l'annexion de Pointe-Noire à Sept-Îles afin de gagner de nouveaux revenus et régulariser le « problème des roulottes »; la crise du logement se manifeste alors dans la multiplication d'habitations mobiles aux limites de la ville. La charte de la Ville de Sept-Îles est amendée en 1965 pour agrandir son territoire. De nouveaux quartiers sont créés au nord-ouest et au nord-est (de l'Anse, Sainte-Famille) et un premier « parc de roulottes » formel voit le jour. Situé dans le secteur des avenues N, O, P, Q et R près des rues Régnault et du Père-Divet, le parc pouvant accueillir 208 unités est alors situé sur les terres du domaine de l'État; son statut demeure précaire. La ville de Sept-Îles récolte les taxes foncières mais, en raison de sa localisation sur les terres de la Couronne, ne peut y installer de services comme l'aqueduc ou l'égout. Une association représentant ses résidents voit le jour la même année.
La crise du logement se poursuit au-delà des années 1960, alors que la demande surpasse l'offre et que l'éloignement du centre urbain a un effet à la hausse sur les coûts de construction. En 1970, le parc de maisons mobiles de la ville est à capacité maximale et « une centaine de familles » sont sur la liste d'attente. Hydro-Québec demande alors l'aménagement d'un parc pouvant accueillir 50 maisons mobiles additionnelles pour y loger ses travailleurs. Aussi, un groupe de 40 familles déjà installés sur les rives de la baie des Sept Îles demande à la Ville d'aménager un parc à l'endroit qu'il occupe.

### Relocalisation du parc de maisons mobiles: création du Parc Ferland
En 1970, la Ville planifie la relocalisation son parc de maisons mobiles à l'extrémité nord de son territoire, à l'emplacement actuel du Parc Ferland. Il est prévu de réaffecter les terrains ainsi libérés à des fins de construction résidentielle ou industrielle.
Le coût de l'opération est estimé à 1,1 M$. Le gouvernement du Canada accorde une aide financière en vertu de la Loi sur les zones spéciales,. Néanmoins, Sept-Îles doit contracter un prêt auprès d'une institution financière, suscitant l'opposition notamment des résidents de Clarke City. Un référendum est tenu sur la question.
Inauguré au printemps 1971, le nouveau parc de maisons mobiles a une capacité d'accueil de 480 unités.

### Places insuffisantes, parcs «illégaux» et agrandissement du parc
En 1973, la crise du logement septilienne persiste. Les coûts de construction demeurent élevés et le taux d'inoccupation des logements est le plus faible au Québec, sous 1 %. En l'absence de logements locatifs et dans l'attente de la livraison de 100 nouvelles habitations à loyer modéré au centre-ville, les maisons mobiles offrent une solution de rechange prisée.
En 1974, devant la « prolifération » et « popularité sans cesse croissante » des maisons mobiles à Sept-Îles, une étude est conduite sur les besoins de leurs occupants. Les maisons mobiles hors du Parc Ferland, illégales en vertu de la règlementation municipale, sont plus nombreuses encore que celles conformes : on en dénombre 711, réparties dans 17 parcs illégaux. Leurs occupants vivent dans une situation précaire : ils sont locataires de leur terrain, leurs baux de courte durée ne leur donne pas accès aux programmes de la Société canadienne d'hypothèque et de logement, ils paient un coût élevé pour l'achat de la maison et les assureurs sont réticents à couvrir les risques pour une maison mobile installée en contravention avec les normes en vigueur,.
Dès la publication de l'étude, la Ville de Sept-Îles annonce un agrandissement du Parc Ferland pouvant accueillir jusqu'à 1 000 unités additionnelles. Dans la foulée de cette annonce, la construction un troisième parc de 400 unités est demandée par une association de propriétaires de maisons mobiles dont la situation doit être régularisée. Ces propriétaires réclament aussi un accès prioritaire aux terrains du Parc Ferland.
L'agrandissement du Parc Ferland est conçu par l'urbaniste Raymond Archambault. Le plan prévoit à terme une population de 6 200 personnes pour le secteur. Localisé sur un terrain plat, marécageux, soumis au vents du nord-est et du nord-ouest et voisin de la route 138, l'agrandissement doit faire l'objet de diverses mesures de mitigation afin d'y assurer une qualité de vie. Des espaces sont réservés aux commerces, aux services et à l'agrandissement de l'école. Le plan prévoit aussi une mise en valeur des espaces verts, soit le boisé en bord de mer et les abords du ruisseau qui traverse le quartier. Le coût prévu est de 5,5 M$, financé à partir des gains de taxes apportés par la régularisation des situations dérogatoires.
Le projet est autorisé par le gouvernement du Québec en octobre 1974, qui vend les terrains à la Ville. Les gouvernements du Canada et du Québec apportent une aide financière sous forme de subventions et de prêts à hauteur de 50 % pour la réalisation de la seconde phase, prévue pour 1976,.

### Stagnation et projet privé d'agrandissement
Le recensement de 1976 fait état de 1300 maisons mobiles sur le territoire de Sept-Îles. Malgré ce compte, la crise du logement persiste.
En 1980, la crise du fer met un terme à la croissance démographique de la ville. La récession qui s'ensuit interrompt la construction de nouveaux logements, les taux inoccupation passent au-dessus de 20 % et les valeurs des résidences chutent de 30 %. La population passe de 30 617 à 24 848 habitants entre 1976 et 1991.
En 2012, la ville connaît de nouveau une pénurie de logements, alors que le taux d'inoccupation se situe à 0,2 %. L'année suivante, un promoteur privé propose d'agrandir le Parc Ferland afin d'y ajouter entre 200 et 300 nouvelles maisons mobiles,,. Constatant l'essoufflement de la demande en logements à la fin des années 2010, la Ville rétrocède les terrains au ministère des Ressources naturelles et le projet ne voit pas le jour.

## Services
Le secteur est desservi par l'aqueduc et l'égout.
L'école primaire Bois-Joli accueille les élèves du secteur.
Un service de taxibus permet les déplacements par transport collectif entre Ferland et les autres secteurs de Sept-Îles.
Un comptoir vestimentaire offre une aide aux personnes défavorisées.

### Loisirs et culture
Les messes sont célébrées de 1972 à 2001, d'abord à la taverne, puis à l'école.
Un sentier de sculptures de fer souligne le lien entre l'industrie du fer et le paysage septilien. La Ville loue une partie de l'école Bois-Joli à des fins de centre des loisirs, afin de pallier la démolition de celui situé au parc du Jardin des jeunes.